# Predetermined motion time system
Predetermined motion time system (PMTS) is een vaak gebruikt systeem in tijdstudie om arbeidsnelheden in een industrie vast te leggen. Er wordt gebruikgemaakt van vooraf vastgelegde hoeveelheid tijd die nodig is om een specifieke handeling uit te voeren. 
Het eerste zulke systeem is Methods-time measurement, voor het eerst gebruikt in 1948 en nog steeds in gebruik in drie variaties (MTM-1, MTM-2 en MTM-3).